# Huawei

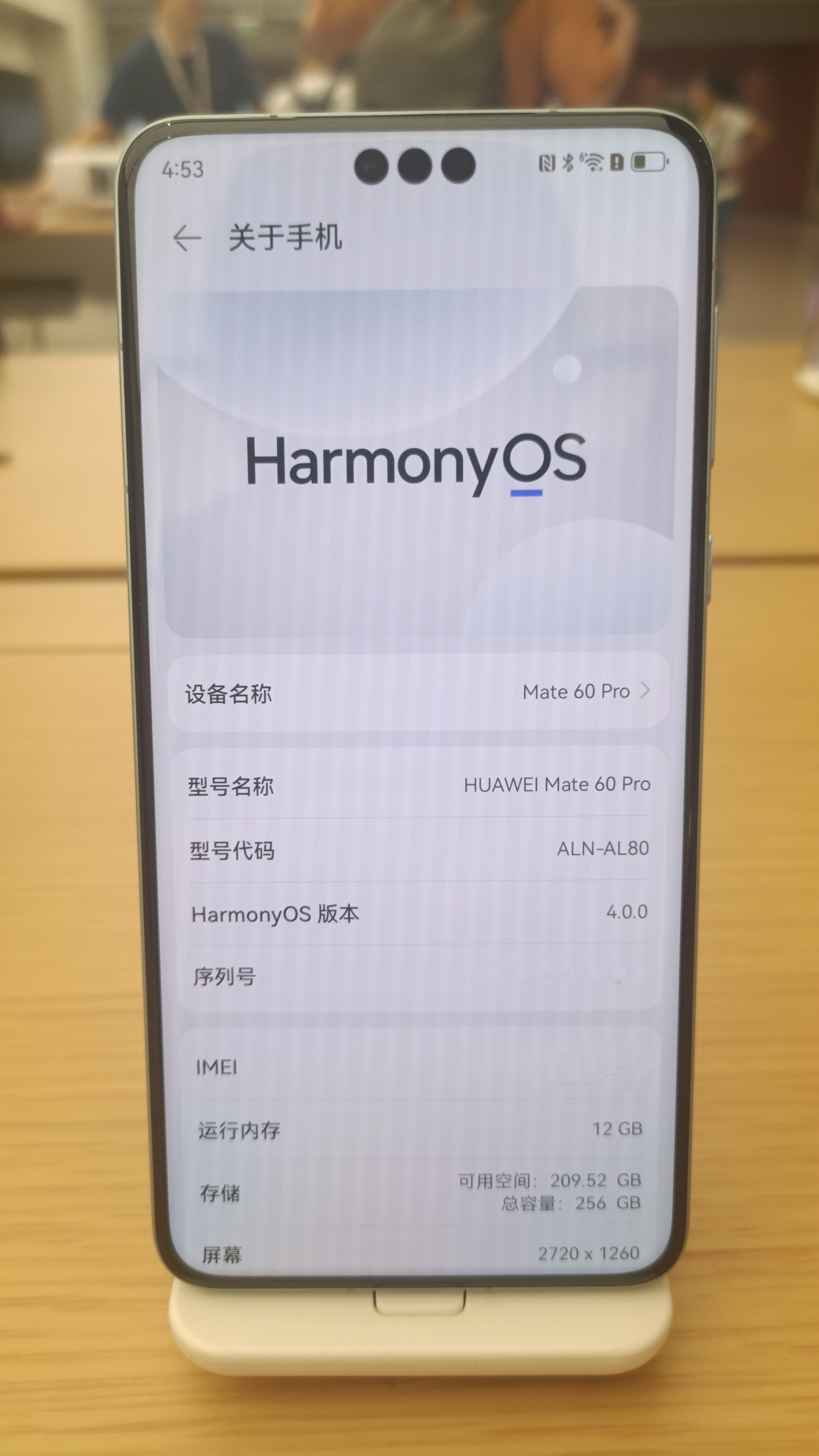
HUAWEI Mate 60 Pro con HarmonyOS

Huawei Technologies Co., Ltd. (chino: 华为; pinyin: Huáwéi, léase en chino, Juá-Uéi, escucharⓘ) es una empresa tecnológica multinacional china con sede en Shenzhen, Guangdong (China). Es la empresa líder en infraestructura de tecnologías de la información y la comunicación (TIC) y de equipos de telecomunicación del mundo. Huawei también se dedica al mercado de productos electrónicos de consumo. Es una de las empresas tecnológicas más grandes de China.
La compañía fue fundada en 1987 por Ren Zhengfei. Inicialmente centrada en la fabricación de conmutadores telefónicos, Huawei ha ampliado su negocio para incluir la construcción de redes de telecomunicaciones, proporcionando servicios operativos y de consultoría y equipos a empresas dentro y fuera de China, y la fabricación de dispositivos de comunicación para el mercado de consumo. Huawei tiene más de 194.000 empleados a fecha de diciembre de 2019. Su gobierno corporativo está formado por personas elegidas por los accionistas, que eligen a un total de 115 representantes para formar su Comisión de Representantes. Y es esta misma comisión la que designa al Consejo de Administración y al Consejo de Supervisión. La Comisión de Representantes también tiene la misión de elegir al presidente del Consejo de Administración y a sus 16 directores, siendo éste Consejo el que a su vez elige a 4 vicepresidentes (3 de ellos se rotan para presidir la compañía) y a 3 directores ejecutivos.
Huawei ha desplegado sus productos y servicios en más de 170 países. Huawei superó a Ericsson en 2012 como el mayor fabricante de equipos de telecomunicaciones del mundo, y superó a Apple en 2018 como el segundo mayor fabricante de teléfonos inteligentes del mundo, detrás de Samsung Electronics. En diciembre de 2019, Huawei informó que sus ingresos anuales habían aumentado a 121.720 millones de dólares en 2019. En ese mismo año, la compañía se expandió rápidamente en Latinoamérica, región donde ha hecho grandes inversiones en marketing para posicionar la marca desde 2014 Huawei ha abierto centros de datos en Chile y Brasil y tiene planes de expansión en México.
Huawei se ha enfrentado a un veto comercial en mercados de occidente, debido a preocupaciones de seguridad cibernética —principalmente del gobierno de los Estados Unidos— de que la infraestructura de Huawei puede permitir la vigilancia masiva por parte del Gobierno chino. Con el desarrollo de las redes inalámbricas 5G y de un futuro procesador de 7nm, que equipararía en tecnología a chips Apple. En respuesta, Huawei argumentó que sus productos no representaban "un riesgo de seguridad cibernética mayor" que los de cualquier otro proveedor y que no hay evidencia de las demandas de espionaje de los EE. UU. Algunas cuestiones sobre la propiedad y el control de Huawei, así como preocupaciones sobre el alcance del apoyo estatal también permanecen. Tras 5 años de veto comercial en occidente, la compañía recuperó el mercado chino con un crecimiento de 17% en 2024.

## Etimología
(en chino, 华为技术公司; pinyin, Huáwei Jíshu Gōngsī) oficialmente se internacionaliza con la transcripción en inglés como Huawei Technologies Co. Ltd.. El ideograma 华 significa el país de China, también puede ser usado como adjetivo de espléndido o magnífico. El ideograma 为 significa acción o logro. El nombre Huawei se podría traducir como "logro espléndido", "logro magnífico", "acto magnífico" o "acto espléndido".

## Historia

### Inicios
Huawei fue fundada por Ren Zhengfei en 1987, como distribuidor de productos PBX importados, con un capital inicial registrado de 24000 RMB. En 1989, comenzó el desarrollo y posterior venta de su propia PBX. Después de acumular conocimientos y recursos en el negocio de las centrales telefónicas, Huawei alcanzó su primer avance en la cadena principal del mercado de telecomunicaciones en 1993, lanzando su C&C08 switch digital telefónico que tenía una capacidad de más de diez mil circuitos. Hasta ese momento, las compañías de telecomunicaciones domésticas chinas, no eran capaces de construir conmutadores con tal capacidad. Los conmutadores Huawei fueron los primeros instalados solo en pequeñas ciudades y áreas rurales.
En 1994 Huawei se establece en el negocio de equipamiento para transmisión de larga distancia, lanzando su propia red de acceso integrado HONET y la línea de productos SDH. En 1996, Huawei gana su primer contrato fuera de fronteras, proveyendo productos de telefonía básica a la compañía Hongkong's Hutchison-Whampoa. Luego, en 1997 Huawei lanza su producto GSM y expande su oferta a las tecnologías CDMA y UMTS.
Los Estados Unidos alegaron en el 2000 que Huawei había instalado un sistema de telecomunicaciones en Irak que pudo haber violado las sanciones de las Naciones Unidas. De todos modos, el ministro de relaciones exteriores, Tang Jiaxuan negó que empresas y compañías chinas asistan a Irak en la construcción de tendidos de fibra óptica para defensa aérea pero los Estados Unidos no acusaron a los trabajadores chinos por construir específicamente tendidos de fibra óptica.
De 1998 a 2003, Huawei contrata a IBM para gerenciamiento y consultoría, con ello experimenta una significante transformación de su estructura gerencial y desarrollo de productos. Luego del 2001, Huawei aumenta su velocidad de expansión en el mercado extranjero. En 2004, sus ventas fuera de fronteras, sobrepasaron a las ventas en el mercado doméstico. Huawei tiene uniones estratégicas con Siemens para desarrollo de productos TD-SCDMA. En 2003, Huawei comenzó una unión estratégica llamada Huawei-3Com con 3Com para la fabricación de ruteadores y conmutadores basados en el protocolo de Internet.
El 22 de enero de 2003, Cisco demandó a Huawei Technologies Co.Ltd. y sus subsidiarias Huawei America Inc. y FutureWei Technologies Inc. por la copia ilegal de la propiedad intelectual de Cisco. La demanda acusa a Huawei de "haber copiado ilegalmente y apropiarse indebidamente del software IOS de Cisco, infringiendo numerosas patentes de Cisco". Cisco suspendió la demanda por infracción a la ley el 1 de octubre de 2003. Posteriormente, Huawei acordó la modificación de algunos de sus productos.
Huawei y la firma en seguridad Norteamericana Symantec anunciaron en mayo de 2007 la firma de la unión que va a desarrollar equipos de seguridad y almacenamiento de datos para operadores del mercado de las telecomunicaciones. Huawei poseerá el 51% de la nueva compañía que será llamada Huawei-Symantec Inc. Symantec poseerá el 49% restante de las acciones de la nueva empresa. La empresa será radicada en la ciudad de Chengdu.
En mayo de 2008, Huawei se unió Optus en el desarrollo de un centro de innovación móvil en Sídney, Australia, encaminadas a acelerar la adopción de la banda ancha móvil e inalámbrica de alta velocidad. En marzo de 2009, el WiMAX Forum anunció cuatro nuevos miembros a su Junta Directiva incluyendo a Thomas Lee, el Vicedirector del Departamento de Normas Industriales de Huawei.

### Críticas y controversias
Huawei se ha enfrentado a críticas por varios aspectos de sus operaciones, en gran parte relacionadas con las acusaciones de los Estados Unidos, de que sus productos contienen puertas traseras para el espionaje del gobierno chino, en consonancia con las leyes nacionales que exigen a los ciudadanos y a las empresas chinas que cooperen con la inteligencia del Estado cuando esté justificado. Los ejecutivos de Huawei han negado sistemáticamente estas acusaciones, habiendo declarado que la empresa nunca ha recibido ninguna petición del gobierno chino para introducir puertas traseras en sus equipos, que se negaría a hacerlo y que la legislación china no les obligaba a hacerlo.

### Colaboración con el gobierno chino
Huawei ha afirmado que no tiene ninguna relación especial con el gobierno chino, como otras empresas privadas nacionales. Sin embargo, varios observadores han señalado que el gobierno chino ha concedido a Huawei un apoyo mucho más completo que a otras empresas nacionales que se enfrentan a problemas en el extranjero, como ByteDance, ya que Huawei se considera un campeón nacional en las "estrategias de desarrollo tecno-nacionalista" de China para la seguridad nacional y las empresas comerciales. Por ejemplo, después de que la directora financiera de Huawei, Meng Wanzhou, fuera detenida en Canadá a la espera de ser extraditada a Estados Unidos por cargos de fraude, China detuvo inmediatamente a Michael Kovrig y Michael Spavor en lo que se consideró ampliamente como "diplomacia de rehenes". China también ha impuesto aranceles a las importaciones australianas en 2020, en aparente represalia por la exclusión de Huawei y ZTE de la red 5G de Australia en 2018.
En junio de 2020, cuando el Reino Unido meditó revertir una decisión anterior de permitir la participación de Huawei en el 5G, China amenazó con tomar represalias en otros sectores como la generación de energía y el ferrocarril de alta velocidad, por lo que el entonces secretario de Estado de los EE. UU., Mike Pompeo, tranquilizó al Reino Unido diciendo que "EE. UU. está junto a nuestros aliados y socios contra las tácticas coercitivas de intimidación del Partido Comunista Chino" y que "EE. UU. está dispuesto a ayudar a nuestros amigos del Reino Unido con cualquier necesidad que tengan, desde la construcción de centrales nucleares seguras y fiables hasta el desarrollo de soluciones 5G de confianza que protejan la privacidad de sus ciudadanos". El 7 de octubre de 2020, el Comité de Defensa del Parlamento del Reino Unido publicó un informe en el que concluía que había pruebas de colusión entre Huawei y el Estado chino y el Partido Comunista Chino, basándose en el modelo de propiedad y las subvenciones gubernamentales que ha recibido. Huawei respondió diciendo que "este informe carece de credibilidad, ya que se basa en opiniones y no en hechos".
En noviembre de 2019, el embajador chino en Dinamarca, en reuniones con políticos de alto rango de las Islas Feroe, vinculó directamente la expansión del 5G de Huawei con el comercio chino, según una grabación obtenida por Kringvarp Føroya. Según Berlingske, el embajador amenazó con abandonar un acuerdo comercial previsto con las Islas Feroe, si la empresa de telecomunicaciones feroesa Føroya Tele no dejaba que Huawei construyera la red 5G nacional. Huawei dijo que no tenía conocimiento de las reuniones.
El Wall Street Journal ha sugerido que Huawei recibió aproximadamente "46.000 millones de dólares en préstamos y otras ayudas, junto con 25.000 millones de dólares en recortes fiscales", ya que el gobierno chino tenía un gran interés en fomentar una empresa que compitiera con Apple y Samsung. En particular, los bancos estatales chinos, como el Banco de Desarrollo de China y el Banco de Exportación e Importación de China, conceden préstamos a los clientes de Huawei que subvaloran sustancialmente la financiación de los competidores con intereses más bajos y dinero en efectivo por adelantado, y el Banco de Desarrollo de China proporcionó una línea de crédito por un total de 30.000 millones de dólares entre 2004 y 2009. En 2010, la Comisión Europea inició una investigación sobre las subvenciones de China que distorsionaban los mercados mundiales y perjudicaban a los proveedores europeos, y Huawei ofreció al denunciante inicial 56 millones de dólares para que retirara la denuncia en un intento de cerrar la investigación. El entonces comisario europeo de Comercio, Karel De Gucht, descubrió que Huawei aprovechó las ayudas estatales para subcotizar a sus competidores hasta en un 70%.

### La tecnología 5G, los chips de 7nm y el veto de Occidente
El 1 de diciembre de 2018 fue detenida en Canadá Meng Wanzhou, CFO de Huawei e hija del fundador de la compañía, a raíz de acusación de Estados Unidos hacia la compañía de violar las sanciones a Irán respecto al embargo sobre las relaciones comerciales con este país. El gobierno chino tiene un gran implicación con sus empresas y por tanto, protestó por la detención de la directora de finanzas de Huawei mientras que Estados Unidos pedía su extradición. El 13 de diciembre salió en libertad bajo fianza tras pagar 10 millones de dólares canadienses y ser privada de su pasaporte y la posibilidad de salir del país.
El 28 de enero de 2019, el secretario de Seguridad Nacional de los Estados Unidos Kirstjen Nielsen, interino fiscal general Matthew Whitaker, secretario de Comercio Wilbur Ross, Director del FBI Christopher A. Wray y los fiscales federales anuncian 23 cargos criminales (incluyendo fraude bancario y financiero, lavado de dinero, conspiración para defraudar a los Estados Unidos, el robo de tecnología de secreto comercial, otorgó bonificaciones a los trabajadores que robaron información confidencial de compañías de todo el mundo, fraude por correo electrónico y obstrucción de la justicia) y sanciones contra Huawei, su CFO Meng Wanzhou, Huawei Device USA Inc. y la subsidiaria iraní Skycom de Huawei. El Departamento también presentó una solicitud formal de extradición para Meng ante las autoridades canadienses ese mismo día.
El 15 de mayo de 2019 Donald Trump firmó una orden ejecutiva declarando una emergencia nacional prohibiendo el uso de equipos de comunicación extranjeros que se consideren peligrosos para la seguridad nacional, junto con una lista negra de compañías a las que se les prohibía operar en Estados Unidos entre las que estaba Huawei. A partir de entonces, las empresas que quisieran comerciar con Huawei necesitaban la aprobación del gobierno para ello.
La razón por la cual Huawei fue incluida en esta lista es debido a las acusaciones de espionaje industrial y de instalación de puertas traseras en dispositivos Huawei que habrían permitido al gobierno Chino recopilar información de alto valor y sensibilidad. Estados Unidos instaba a otros países a que no comprasen equipamiento de Huawei para las nuevas redes de 5G, incluso amenazando a los países europeos de que Estados Unidos “no podría asegurar la defensa del Oeste si nuestros aliados crecen dependiendo del Este”.
Una de las principales preocupaciones del gobierno estadounidense respecto a  Huawei que llevaron a esta decisión tiene relación con las redes 5G, de las cuales Huawei es uno de los principales proveedores para la infraestructura de red junto con Ericsson y Qualcomm. Del mismo modo, la tecnología de 7nm y 5nm para procesadores, lo que equipara y supera en desarrollo tecnológico a procesadores de Samsung o Apple. Pese a que nunca ha habido evidencias claras de la existencia de “backdoors” en esta torres, no es algo completamente necesario de demostrar ya que de alguna forma u otra, Huawei tiene la capacidad necesaria de desplegar software en estas torres, lo que implica una conexión con la sede de la empresa en China. Si estas torres se desplegasen en territorio estadounidense, las empresas de inteligencia estadounidense consideran que implicaría un gran riesgo de que agencias de vigilancia chinas utilizasen esta conexión para introducir malware en la red, con o sin ayuda de Huawei.
El 19 de mayo de 2019, la empresa estadounidense Google suspendió relaciones comerciales con Huawei, luego de que el gobierno la incluyera dentro de "la lista negra comercial". Esto genera que ya no se brinden productos de software ni hardware y que en nuevos artículos no se brinde el soporte de Play Store ni actualizaciones.
Intel y Qualcomm se sumaron al corte de las relaciones comerciales con Huawei. Huawei se había estado preparando por si ocurría algo así ya que la compañía había almacenado suministros de los componentes más cruciales suficiente para cubrir alrededor de 12 meses de producción y al menos 3 meses de otros componentes no tan relevantes. Dentro de este plan de preparación frente a los posibles escenarios adversos de la guerra comercial entre China y los Estados Unidos, también se incluía el objetivo de desarrollar sus propios componentes semiconductores y su propio sistema operativo.
En 2024, tras el lanzamiento de una nueva generación de teléfonos encabezados por la serie Mate, Huawei registró un crecimiento de ventas de 17.3% respecto al 2023. Así mismo Los esfuerzos para volver a ser competitiva en territorios como la fabricación de chips han pasado por la colaboración de gigantes como SMIC, que presumiblemente habría usado tecnología de ASML para fabricar el Kirin 9000 5G desarrollado en tecnología de siete nanómetros. Un procesador que ha hecho saltar las alertas de Estados Unidos y que demuestra el músculo de esta alianza.

## Software

### EMUI (Emotion User Interface)
Emotion UI (EMUI) es un ROM / OS desarrollado por Huawei Technologies Co. Ltd. y basado en Android Open Source Project (AOSP) de Google. EMUI está preinstalado en la mayoría de los dispositivos de teléfonos inteligentes Huawei y sus subsidiarias, la serie Honor. La última versión de EMUI es EMUI 12.

### Desarrollo de Harmony OS
El 9 de agosto de 2019, Huawei presentó oficialmente HarmonyOS en su conferencia inaugural de desarrolladores en Dongguan. Huawei describió a Harmony como un sistema operativo distribuido gratuito basado en microkernel para varios tipos de hardware, con una comunicación entre procesos más rápida que QNX o el microkernel "Fuchsia" de Google, y asignación de recursos en tiempo real. El compilador ARK se puede utilizar para portar paquetes de Android APK al sistema operativo. Huawei declaró que los desarrolladores podrían implementar "flexiblemente" el software Harmony OS en varias categorías de dispositivos; la compañía se centró principalmente en dispositivos IoT, incluidas "pantallas inteligentes", dispositivos portátiles y sistemas de entretenimiento en el automóvil, y no posicionó explícitamente Harmony OS como un sistema operativo móvil.
Huawei Mobile Services (HMS) es una colección de servicios desarrollados por Huawei para reemplazar los Google Mobile Services (GMS) que incluye la tienda de aplicaciones de Huawei, AppGallery creada para competir con la de Google Play Store de Google. A partir de diciembre de 2019, estaba en la versión 4.0 y, a partir del 16 de enero de 2020, la compañía informa que ha registrado 55,000 aplicaciones utilizando su software HMS Core. Es una obviedad, pero no podíamos pasar por alto las aplicaciones de Google, que como es normal no están disponibles en Huawei AppGallery. Esto es especialmente importante pues precisamente las aplicaciones de Google copan gran parte de la lista de las aplicaciones más descargadas.

## Posición en el mercado
Los contratos de ventas de Huawei alcanzaron en 2006 los 11000 millones de dólares (un 34% más que en 2005), 65% de este ingreso proviene de los mercados internacionales. Huawei se ha convertido en un vendedor líder en la industria y uno de los pocos en el mundo en proveer soluciones 3G completas. En 2006, Huawei quedó en el N.º 1 en el ranking del mercado NGN (Infonetics), N.º 1 en conmutadores por software móviles (Mobile Softswitch), N.º 2 en Redes Ópticas (Ovum-RHK), N.º 1 en IP DSLAM (Infonetics), N.º 2 en ruteadores de ancho de banda convergente (Gartner). En julio de 2018 se posicionó como el segundo fabricante de teléfonos móviles a nivel mundial solo por detrás de Samsung que ocupa el primer puesto.
En 2023, la Reseña Anual del sistema de Madrid (Madrid Yearly Review), a cargo de la Organización Mundial de la Propiedad Intelectual, situó a Huawei en el noveno puesto mundial conforme al número de solicitudes de marca presentadas en el marco del Sistema de Madrid, con 78 solicitudes internacionales de marca presentadas durante dicho año.Sin embargo, ese mismo año fue el primer lugar en número de aplicaciones de patentes conforme al PCT con 6,494 aplicaciones presentadas.
Por su parte, la Reseña anual del Sistema de La Haya, también de la OMPI, clasificó a Huawei como el quinto lugar mundial en número de solicitudes de registro de dibujos y modelos industriales realizadas en el marco del Sistema de La Haya, con 431 solicitudes realizadas en 2024.

## Divisiones tecnológicas

### Equipos móviles
- Teléfonos en producción (2025):
  - Gama Premium: Mate Series:
  - Gama alta: P Series
  - Gama media: Nova Series
  - Gama baja: Y Series

- Serie Mate pad para sus tabletas.

### Accesorios
- Relojes gama premium: Serie Watch
- Relojes gama media: Serie Band

### Autos eléctricos

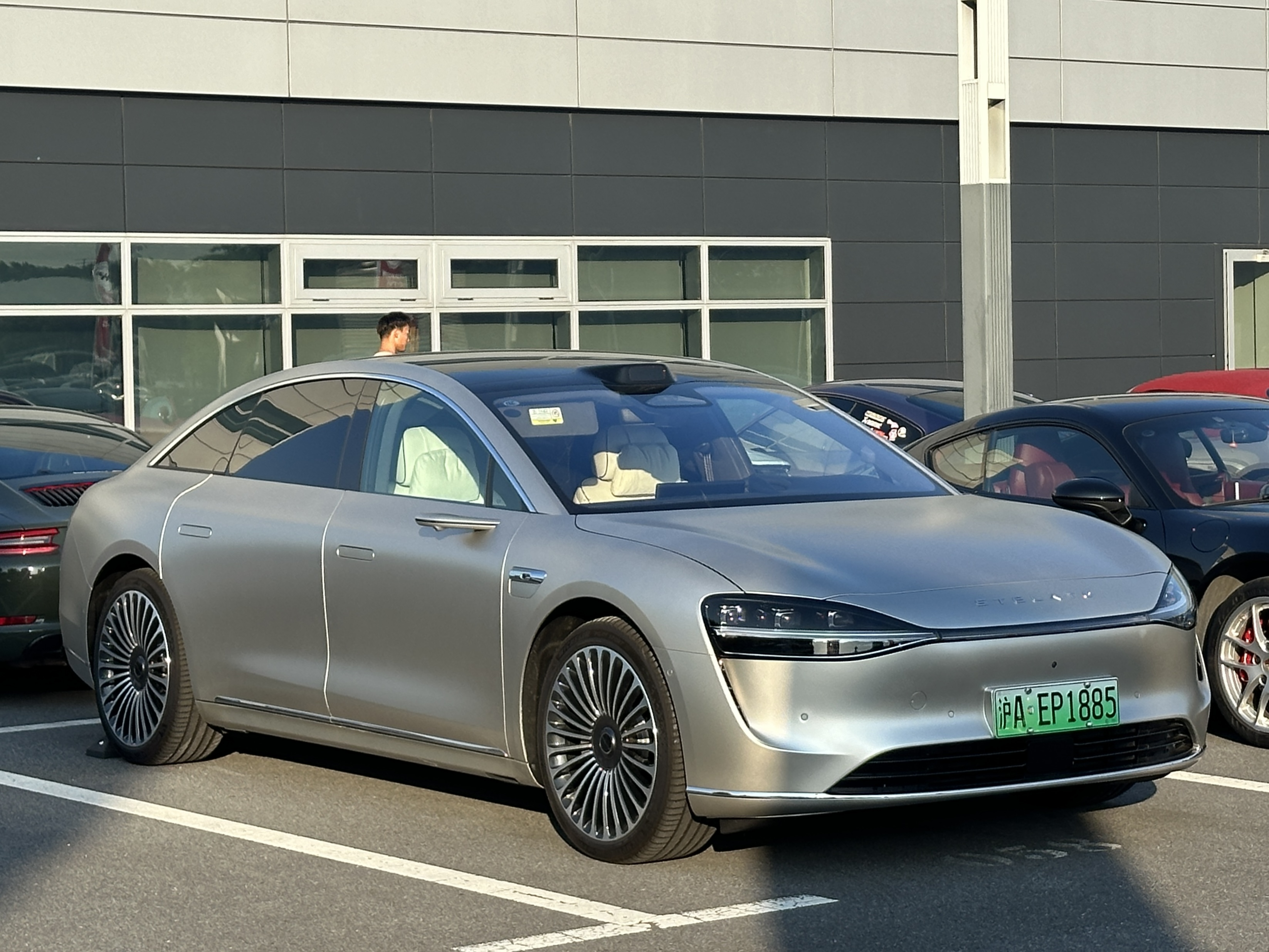
Stelato S9

Huawei ofrece vehículos eléctricos, como el Stelato S9, de batería de litio ternaria de 100 kWh, para una autonomía de 816 km, construido sobre una arquitectura de 800VUna batería de litio ternaria, es un tipo único de batería de iones de litio, que aprovecha las fortalezas combinadas de tres metales (níquel, cobalto y manganeso) en su electrodo positivo.  

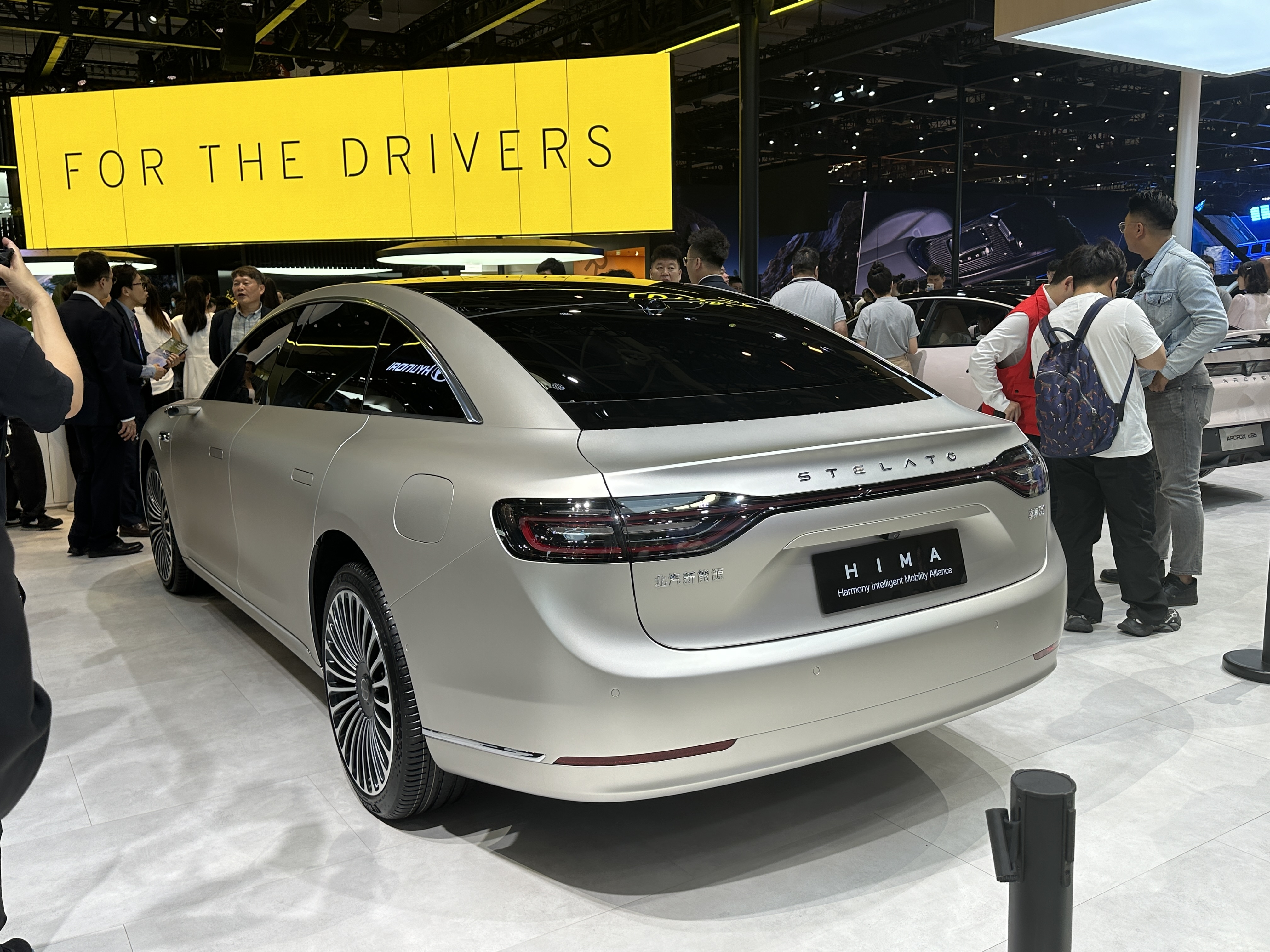
Vista trasera
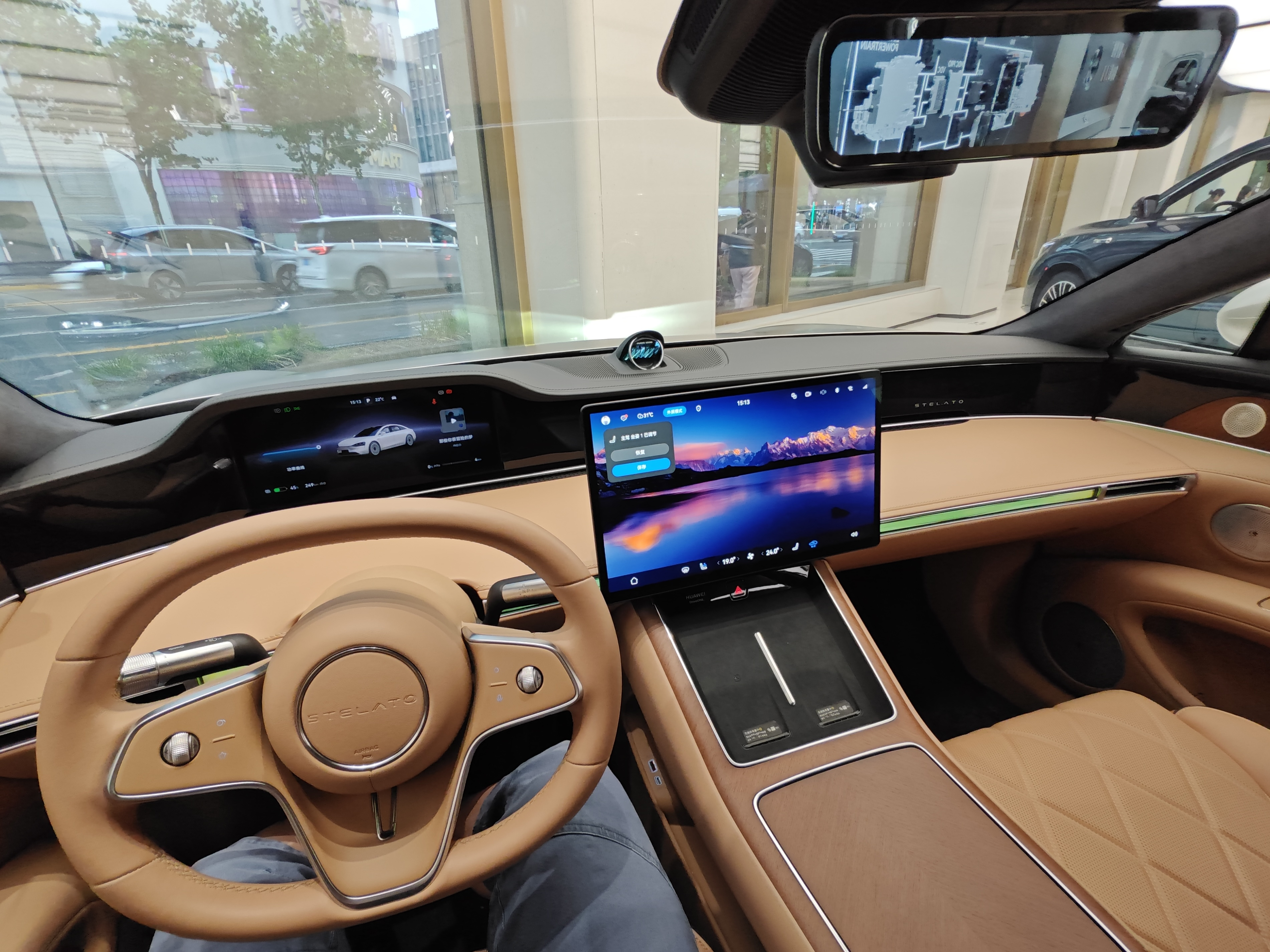
Interior
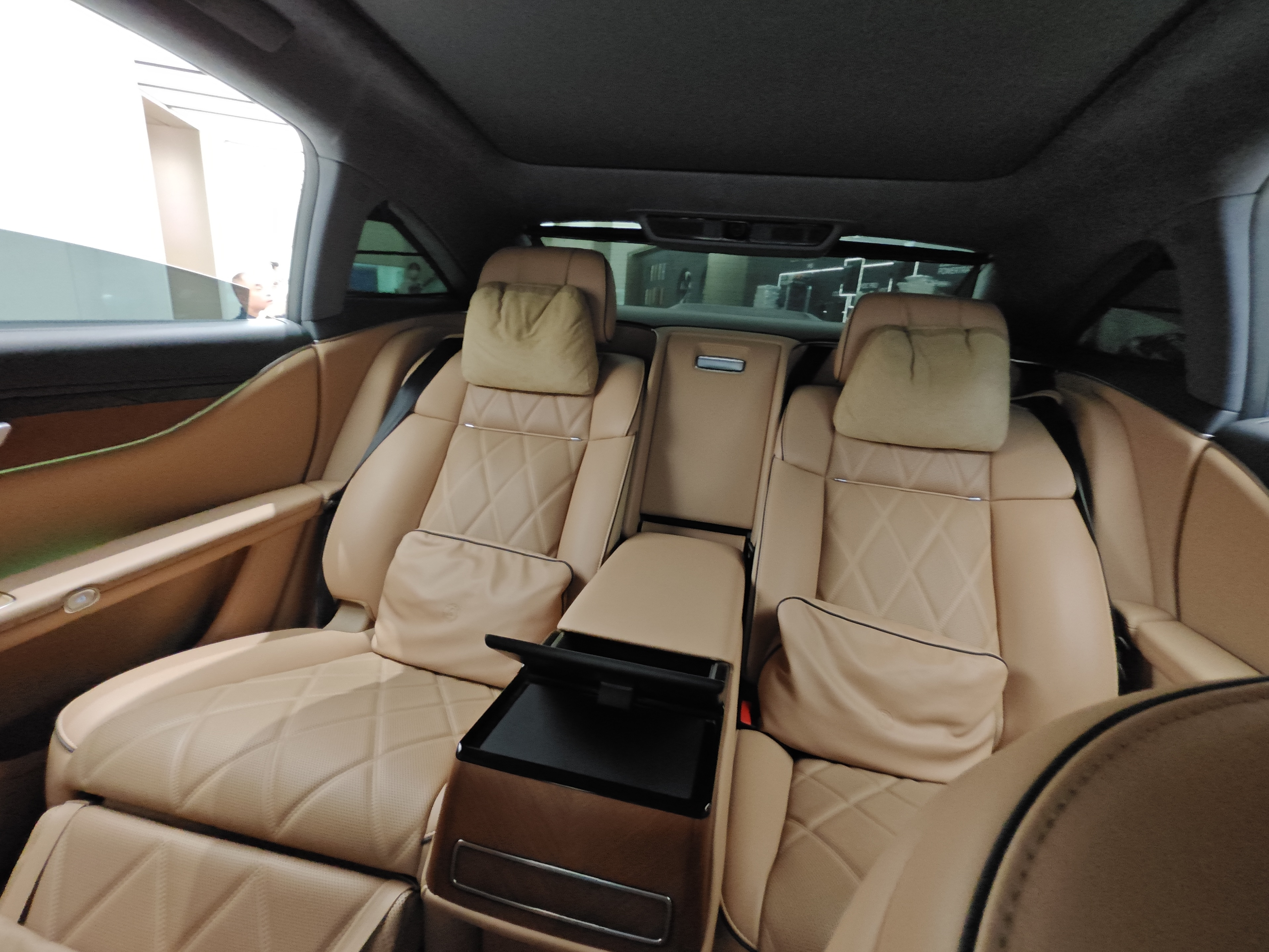
Asientos traseros

### Redes de telefonía

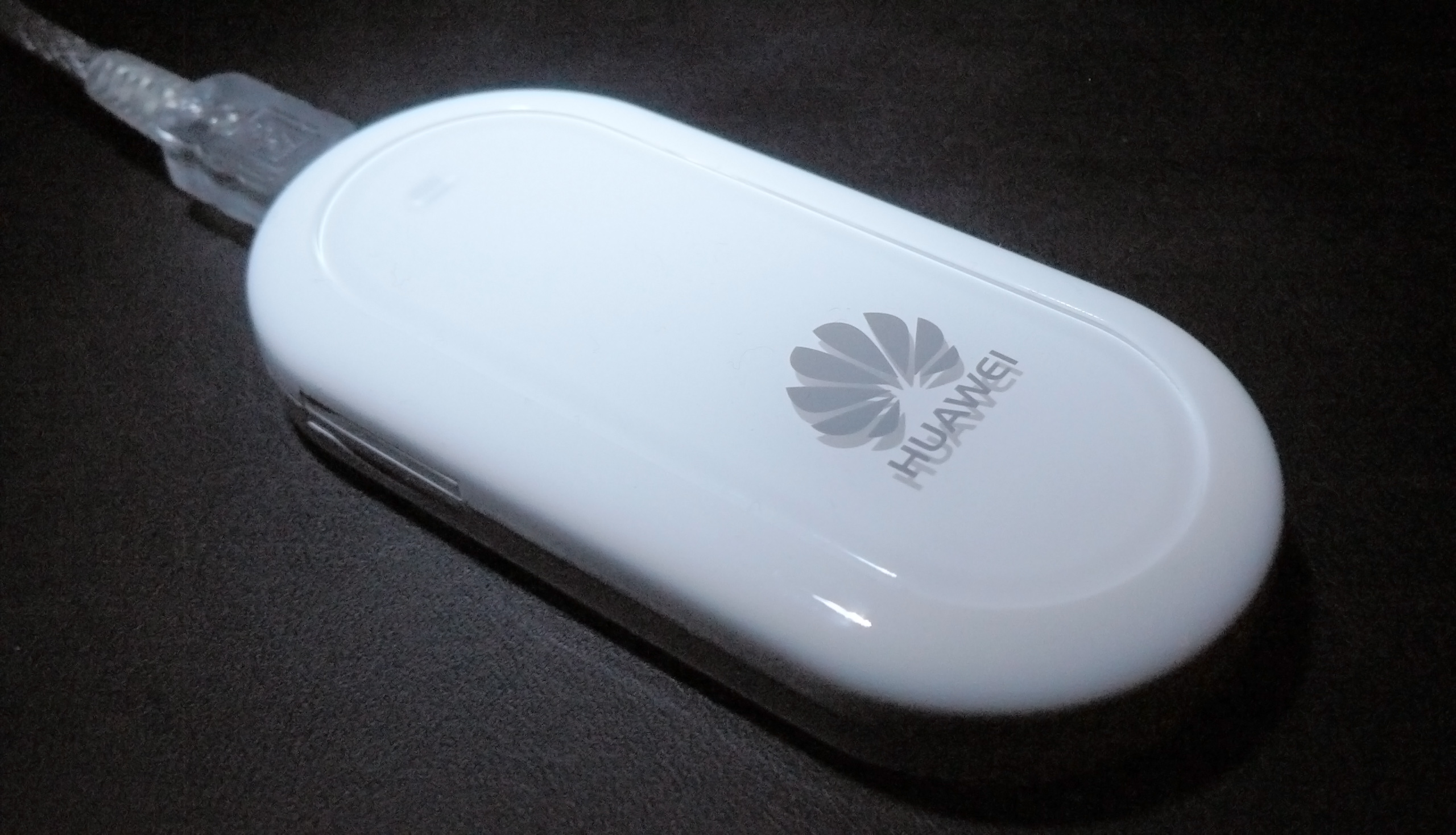
Huawei E220.

Huawei provee redes de telefonía fijas y móviles, comunicaciones de datos, redes ópticas, software & servicios y terminales telefónicos, incluyendo módems --- conmutadores, redes de acceso integradas, NGN, xDSL, transporte óptico, redes inteligentes, GSM, GPRS, EDGE, W-CDMA, CDMA2000, una serie completa de routers y conmutadores IP, videoconferencia y equipamiento a otros campos clave de la tecnología de telecomunicaciones. Huawei fabrica también teléfonos móviles (e.j., Huawei provee a Vodafone con teléfonos móviles 3G de marca exclusiva Vodafone, como el Vodafone 710), 3G HSDPA tarjetas (Huawei E620 La tarjeta HSDPA está siendo ofrecida por operadores como Vodafone en el Reino Unido y Telia en Suecia) y su módem 3G HSDPA USB, Huawei E220 (también vendido por Vodafone como Vodafone Mobile Connect USB Modem).
Los productos de Huawei son instalados en más de 100 países, incluyendo Brasil, Bolivia, Venezuela, Paraguay, Ecuador, Uruguay, Colombia, Honduras, Costa Rica, Panamá, Estados Unidos, Alemania, Francia, Perú, Reino Unido, España, Holanda, Nicaragua, Italia, Singapur, Suecia, Argentina, Nepal, Pakistán, Chile, Irlanda, Australia, las Filipinas, El Salvador y México. Sus clientes incluyen Oi, VOX (Paraguay), CANTV (Venezuela), ANTEL, América Móvil, China Telecom, China Mobile, China Netcom, China Unicom, BT, Carphone Warehouse (Reino Unido), Telcel (México), Tiscali (Reino Unido), Movistar, Claro, Entel, Bitel (Perú) TRE, TeliaSonera, Opal, BSNL (India), Cricket Wireless (EE. UU.), KPN, O2, Orange, Globe Telecom, Vodafone, Telefónica, Telfort, SingTel, StarHub, Hutchison Telecom, Total Peripherals Group, Ufone (Pakistán), Nepal Telecom (Nepal), Une (Colombia), Movistar (Colombia), Claro (Colombia), Tigo (Colombia), Tigo (El Salvador). El equipamiento 3G de Huawei ha sido comercialmente instalado en Emiratos Árabes, Hong Kong, Malasia, Uruguay, Venezuela,
En 2005 Huawei fue Seleccionada por BT como proveedor preferido de equipamiento de comunicaciones para su estrategia de red BT’s 21CN. En el mismo año, Huawei firma un acuerdo global de trabajo con Vodafone para infraestructura de redes móviles. En 2006, Motorola firma un contrato con huawei donde Motorola distribuye e instala equipamiento 3G de Huawei. El 15 de noviembre de 2006, Huawei firma un trato con un costo de 20 millones de Euros (38.4 millones de dólares) con el operador Alemán Versatel Holding Deutschland GmbH. Huawei va a construir una red de fibra óptica basada en el protocolo de internet IP para Versatel, el tercer operador de líneas fijas de Alemania. El 1 de febrero de 2007, la revista Forbes informa que France Telecom ha seleccionado a Huawei para proveer equipamiento UMTS para su red de tercera generación. Huawei reemplaza a Alcatel/Motorola en Rumania, y Nortel en Bélgica. El 10 de noviembre de 2009 Huawei firmó un acuerdo con Jazztel en España para proporcionar a ésta servicio de mantenimiento y ampliación de su red, así como nuevos equipamientos para sus centrales de teléfono.

### Redes de telecomunicaciones
Las soluciones de red centrales de Huawei que ofrecen softswitches móviles y fijos, además del registro de ubicación de origen de próxima generación y los subsistemas multimedia de protocolo de Internet (IMS). Huawei vende xDSL, red óptica pasiva (PON) y PON de última generación (NG PON) en una sola plataforma. La compañía también ofrece infraestructura móvil, acceso de banda ancha y enrutadores y conmutadores de proveedores de servicios (SPRS). Los productos de software de Huawei incluyen plataformas de prestación de servicios (SDP), BSS, Rich Communication Suite y soluciones digitales para el hogar y la oficina móvil.
Huawei Global Services proporciona a los operadores de telecomunicaciones equipos para construir y operar redes, así como servicios de consultoría e ingeniería para mejorar la eficiencia operativa. Estos incluyen servicios de integración de red como los de redes móviles y fijas; servicios de aseguramiento como la seguridad de la red; y servicios de aprendizaje, como la consultoría de competencias.